# 吳寧 (天順進士)
吳寧（1420年—1457年），字文靖，浙江金華府永康縣人，明朝政治人物。進士出身。

## 生平
景泰元年（1450年）庚午科浙江鄉試第七十九名。天順元年（1457年）丁丑科會試第二百三十二名，殿試登進士第三甲第九十九名。刑部觀政，因过于勤奋，积劳成疾，从京接归，当年冬卒于家，终年仅38岁。

## 家族
曾祖吳存禮。祖父吳必文。父亲吳仲榮（吳樟），號澄一公。